# Calvisia
Calvisia is een geslacht van Phasmatodea uit de familie Diapheromeridae. De wetenschappelijke naam van dit geslacht is voor het eerst geldig gepubliceerd in 1875 door Carl Stål.

## Soorten
Het geslacht Calvisia omvat de volgende soorten:
- Calvisia aeruginosa Redtenbacher, 1908
- Calvisia albosignata Redtenbacher, 1908
- Calvisia biguttata (Burmeister, 1838)
- Calvisia clarissima Redtenbacher, 1908
- Calvisia coerulescens Redtenbacher, 1908
- Calvisia conicipennis (Bates, 1865)
- Calvisia conspersa Redtenbacher, 1908
- Calvisia costata (Thunberg, 1815)
- Calvisia ferruginea Redtenbacher, 1908
- Calvisia fessa Redtenbacher, 1908
- Calvisia flavoguttata Redtenbacher, 1908
- Calvisia fuscoalata Redtenbacher, 1908
- Calvisia grossegranosa Redtenbacher, 1908
- Calvisia hemus (Westwood, 1859)
- Calvisia hilaris (Westwood, 1848)
- Calvisia hippolyte (Westwood, 1859)
- Calvisia leopoldi Werner, 1934
- Calvisia lineata Redtenbacher, 1908
- Calvisia medogensis Bi, 1993
- Calvisia medora (Westwood, 1859)
- Calvisia medorina Redtenbacher, 1908
- Calvisia nigroaxillaris Günther, 1943
- Calvisia octolineata Redtenbacher, 1908
- Calvisia omissa Redtenbacher, 1908
- Calvisia punctulata Redtenbacher, 1908
- Calvisia rufescens Redtenbacher, 1908
- Calvisia sangarius (Westwood, 1859)
- Calvisia semihilaris Redtenbacher, 1908
- Calvisia sodalis Redtenbacher, 1908
- Calvisia spurcata Redtenbacher, 1908
- Calvisia suspecta Carl, 1913
- Calvisia tessellata Redtenbacher, 1908
- Calvisia timida Redtenbacher, 1908
- Calvisia torquata (Bates, 1865)
- Calvisia virbius (Westwood, 1859)